# Ad-Dhuha
Sūrat aḍ-Ḍuḥā (Morgenskæret; arabisk: سُوۡرَةُ الِضُّحىٰ) er den 93. sura i Koranen.
- بِسْمِ اللَّـهِ الرَّحْمَـٰنِ الرَّحِيمِ
  - I den nådige og barmhjertige Guds navn.

- وَالضُّحَىٰ
  - Ved morgenskæret,

- وَاللَّيْلِ إِذَا سَجَىٰ
  - ved natten, når den er stille!

- مَا وَدَّعَكَ رَبُّكَ وَمَا قَلَىٰ
  - Din Herre har ikke forladt dig, Han hader dig ikke.

- وَلَلْآخِرَةُ خَيْرٌ لَّكَ مِنَ الْأُولَىٰ
  - Det hinsidige er bedre for dig end det dennesidige;

- وَلَسَوْفَ يُعْطِيكَ رَبُّكَ فَتَرْضَىٰ
  - din Herre vil begave dig engang, så du bliver tilfreds.

- أَلَمْ يَجِدْكَ يَتِيمًا فَآوَىٰ
  - Fandt Han dig ikke forældreløs og gav dig asyl?

- وَوَجَدَكَ ضَالًّا فَهَدَىٰ
  - Han fandt dig vildfaren og retledte dig,

- وَوَجَدَكَ عَائِلًا فَأَغْنَىٰ
  - Han fandt dig forarmet og gjorde dig rig.

- فَأَمَّا الْيَتِيمَ فَلَا تَقْهَرْ
  - Den forældreløse må du ikke undertrykke!

- وَأَمَّا السَّائِلَ فَلَا تَنْهَرْ
  - Tiggeren må du ikke afvise!

- وَأَمَّا بِنِعْمَةِ رَبِّكَ فَحَدِّثْ
  - Fortæl om din Herres nåde!